# Burgenländischer Fußballcup
Der Cup des Burgenländischen Fußballverbandes, kurz BFV-Cup genannt, ist einer von neun österreichischen Fußball-Pokalwettbewerben für Amateurmannschaften der Herren auf Verbandsebene, der vom Burgenländischen Fußball-Verband ausgerichtet und im K.-o.-System ausgetragen wird.
1935 wurde im Burgenland zum ersten Mal der Burgenland Landescup ausgespielt, der bis 1949 existierte. Von 1974 bis 1977 hieß der Pokalbewerb Burgenländische Fußballcup. Ab 1994 wurde der BFV-Cup ins Leben gerufen, der heute, gesponsert durch Raiffeisen, als Raiffeisen-Cup bekannt und ein Qualifikationsbewerb für den ÖFB-Cup ist. In der Saison 2021/22 konnte der ASV Siegendorf den Titel gewinnen.

## Geschichte
Anfänge bis nach dem Zweiten Weltkrieg
| Saison               | Pokal-Sieger         | Finalist             | Resultat             |
| Burgenland Landescup | Burgenland Landescup | Burgenland Landescup | Burgenland Landescup |
| -------------------- | -------------------- | -------------------- | -------------------- |
| 1935/36              | Güssinger SV         | SV Oberwart          | 4:0 u. 4:1           |
| 1936 – 1946          | kein Bewerb          | kein Bewerb          | kein Bewerb          |
| 1946/47              | ASV Neufeld          | SV Antau             | 3:2                  |
| 1947/48              | ASV Neufeld          | SV Rechnitz          | 2:0                  |
| 1948/49              | SV Oberwart          | ASV Siegendorf       | 1:1 u. 5:1           |

Mitte der dreißiger Jahre wurde der erste Pokalwettbewerb auf Landesebene im Burgenland ausgetragen. Es gewann die Mannschaft aus Güssing, die die Oberwarter im Hinspiel mit 4:0 besiegten, im Rückspiel gewannen die überlegenen Güssinger mit 4:1. Nach diesem Bewerb begann der Krieg und erst nach zehn Jahren wurde im Rahmen des Bundesländer-Cups der Wettbewerb 1946 wieder eingeführt. Nachdem dieser jedoch im Zuge der Staatsliga-Reform abgeschafft wurde, entschied der BFV 1949 seinen Cupwettbewerb ebenso auf unbestimmte Zeit einzustellen. In dieser Zeit gewann der ASV Neufeld 1947 und 1948 den Pokal. 1949 konnte sich der SV Oberwart in die Siegerliste eintragen.
Fußballcup in den 1970er Jahren
| Saison                      | Pokal-Sieger                | Finalist                    | Resultat                    |
| Burgenländischer Fußballcup | Burgenländischer Fußballcup | Burgenländischer Fußballcup | Burgenländischer Fußballcup |
| --------------------------- | --------------------------- | --------------------------- | --------------------------- |
| 1974/75                     | USV Rudersdorf              | SV Schachendorf             | 3:1 u. 1:0                  |
| 1975/76                     | USV Rudersdorf (a)          | SC Pinkafeld                | 2:2 u. 3:3                  |
| 1976/77                     | SC Neusiedl/See             | ASV Siegendorf              | 4:1 u. 1:1                  |

In den 1970er Jahren wurde eine Anstrengung unternommen, den Fußballpokal im Burgenland wiederzubeleben. Doch es sollten nur zu drei Austragungen kommen. In dieser Zeit konnte sich der USV Rudersdorf zwei Mal und der SC Neusiedl am See Pokalsieger sich nennen. Danach sollte der Pokal fast zwei Jahrzehnte lang nicht ausgetragen werden.
Wiedereinführung in den 1990er Jahren
| Saison         | Pokal-Sieger                                      | Finalist                                          | Resultat                                          |               |
| Burgenland-Cup | Burgenland-Cup                                    | Burgenland-Cup                                    | Burgenland-Cup                                    |               |
| -------------- | ------------------------------------------------- | ------------------------------------------------- | ------------------------------------------------- | ------------- |
| 1994/95        | ASV Zurndorf                                      | Gruppenspiele                                     | Gruppenspiele                                     | Gruppenspiele |
| 1995/96        | ASK Stoob                                         | SV Neuberg                                        | 2:0                                               |               |
| 1996/97        | ASK Stoob                                         | SV Eberau                                         | 2:0                                               |               |
| 1997/98        | SV Güssing                                        | SC Wiesfleck                                      | 1:1, 8:7 n. E.                                    |               |
| 1998/99        | SC Pinkafeld                                      | ASV Deutsch Tschantschendorf                      | 1:0                                               |               |
| 1999/2000      | SV Welgersdorf                                    | FC Andau                                          | 3:2                                               |               |
| 2000/01        | SV Antau                                          | SC Wiesfleck                                      | 0:0, 7:6 n. E.                                    |               |
| 2001/02        | SV Rohrbrunn                                      | USC Pilgersdorf                                   | 1:1, 5:4 n. E.                                    |               |
| 2002/03        | SV Markt St. Martin                               | SC Grafenschachen                                 | 1:1, 3:2 n. E.                                    |               |
| 2003/04        | SV Welgersdorf                                    | ASK Marz                                          | 4:1                                               |               |
| 2004/05        | SV Markt St. Martin                               | SV Leithaprodersdorf                              | 0:0, 4:1 n. E.                                    |               |
| 2005/06        | SV Markt St. Martin                               | UFC Purbach                                       | 3:1                                               |               |
| 2006/07        | UFC Markt Allhau                                  | SV Deutsch-Kaltenbrunn                            | 6:1                                               |               |
| 2007/08        | SC Unterfrauenhaid                                | SC Wiesfleck                                      | 1:1, 4:1 n. E.                                    |               |
| Raiffeisen-Cup |                                                   |                                                   |                                                   |               |
| 2008/09        | ASV Zurndorf                                      | SV Markt St. Martin                               | 1:1, 7:6 n. E.                                    |               |
| 2009/10        | FC Illmitz                                        | SV Stuben                                         | 3:1                                               |               |
| 2010/11        | SV St. Margarethen                                | SV Welgersdorf                                    | 1:0                                               |               |
| 2011/12        | SV Heiligenkreuz                                  | SV Rechnitz                                       | 2:1                                               |               |
| 2012/13        | SC/ESV Parndorf                                   | ASV Draßburg                                      | 4:1                                               |               |
| 2013/14        | SC Neusiedl/See                                   | SC Ritzing                                        | 2:1                                               |               |
| 2014/15        | SC/ESV Parndorf                                   | SC Ritzing                                        | 2:1                                               |               |
| 2015/16        | SC/ESV Parndorf                                   | USV Rudersdorf                                    | 3:0                                               |               |
| 2016/17        | SC Neusiedl/See                                   | SV Wimpassing                                     | 2:1                                               |               |
| 2017/18        | ASV Siegendorf                                    | SV Neuberg                                        | 5:0                                               |               |
| 2018/19        | SC Pinkafeld                                      | SV Güssing                                        | 4:2                                               |               |
| 2019/20        | wegen COVID-19-Pandemie in Österreich abgebrochen | wegen COVID-19-Pandemie in Österreich abgebrochen | wegen COVID-19-Pandemie in Österreich abgebrochen |               |
| 2020/21        | wegen COVID-19-Pandemie in Österreich abgebrochen | wegen COVID-19-Pandemie in Österreich abgebrochen | wegen COVID-19-Pandemie in Österreich abgebrochen |               |
| 2021/22        | ASV Siegendorf                                    | ASV Draßburg                                      | 2:0                                               |               |
| 2022/23        | SC/ESV Parndorf                                   | SC Neusiedl/See                                   | 5:2 (2:1)                                         |               |
| BFV-Cup        |                                                   |                                                   |                                                   |               |
| 2023/24        | ASV Siegendorf                                    | ASV Draßburg                                      | 1:1 (1:0), 4.2 i. E.                              |               |
| 2024/25        | SC/ESV Parndorf                                   | UFC Jennersdorf                                   | 4:1 (2:1)                                         |               |

Niederösterreich und Wien begannen schon in den 1980er ihren Pokalwettbewerb in der Fußballgemeinde zu etablieren und so versuche auch der BFV einen neuen Versuch Mitte der 1990er Jahre. Im ersten Pokal wurde der Bewerb in Gruppenspielen ausgespielt, die der ASV Zurndorf 1995 gewann. In den nächsten Jahren Jahr teilte das Land in die Gruppen Nord, Mitte und Süd ein und ordnet jedem Verein eine Gruppe zu. In jeder Gruppe wurde in einen K.O.-System zwei bis vier Vereine ermittelt, die dann Viertelfinale weiter im K.O.-System den Sieger des Pokals ausspielten. Der ASV Stroob konnte den neuen Bewerb zwei Mal gewinnen. In den nächsten sechs Jahren gab es sechs verschiedene Sieger: SV Güssing, SC Pinkafeld, SV Welgersdorf,  SV Antau, SV Rohrbrunn und SV Markt St. Martin. 2004 wurde der SV Welgersdorf wieder Cupsieger, bevor der SV Markt St. Martin zwei Mal hintereinander den Pokal zu sich holte. Der UFC Markt Allhau trug sich 2007 in die Siegerliste ein, ebenso der SC Unterfrauenhaid 2008, bevor der SV Markt St. Martin zum vierten Mal den Cup gewann. Die nächsten fünf Jahre wurden fünf verschiedene Vereine Sieger: FC Illmitz, SV St. Margarethen, ASV Siegendorf, SC/ESV Parndorf und der SC Neusiedl am See. Der SC/ESV Parndorf konnte in den nächsten zwei Jahren seinen Erfolg wiederholen, bevor der SC Neusiedl am See wieder Pokalsieger wurde. 2018 wurde ASV Siegendorf zum zweiten Mal nach 2012 Pokalsieger. 2019 war SC Pinkafeld erfolgreich.

## Bezeichnung (Sponsor)
Der Cup wird seit 2008 mit einem Sponsor im Namenszug ausgetragen. Vorher war er als Burgenland-Cup bekannt:
- Burgenland Landescup 1935/36–1948/49
- Burgenländischer Fußballcup: 1974/75–1976/77
- Burgenland-Cup: seit 1994/95
- der Sponsor ist im Namenszugs in Verbindung mit 'Cup':
  - Raiffeisen-Cup: seit 2008/09–2022/23
  - BFV-Cup seit 2023/24

## Spielmodus, Teilnehmer und Auslosung
Der BFV-Cup wird im K.O.-System ausgetragen. Die Auslosung findet nach geographischen Gesichtspunkten statt. Die Vereine werden in die Gruppen Nord, Mitte und Süd eingeteilt. Falls notwendig werden auch die Untergruppe A und B für jede Gruppe gebildet. Alle Runden werden in einem Spiel entschieden. Bis zum Achtelfinale hat jener Verein Heimrecht, der in der untersten Liga spielt. Sollten beide Vereine in einer Liga spielen, hat der erstgenannte Verein bei der Auslosung Heimrecht. Ab dem Achtelfinale wird das Heimrecht gelost. Beim Finale gilt der Sieger des erstgezogenen Halbfinalspieles als Heimmannschaft, der Sieger des zweitgezogenen Halbfinalspiels als Auswärtsmannschaft. Steht es nach 90 Minuten Unentschieden wird der Sieger sofort (ohne Verlängerung) im Elfmeterschießen ermittelt.
- 1. Runde (Gruppe Nord, Mitte und Süd): Vorrunde (Vereine aus Burgenlandliga, II. Liga, 1. Klasse und 2. Klasse)
- 2. Runde: Hauptrunde (Vereine aus der Regionalliga Ost steigen ein)
- 3. Runde: Achtelfinale: 16 Teilnehmer
- 4. Runde: Viertelfinale: 8 Teilnehmer
- 5. Runde: Halbfinale: 4 Teilnehmer
- 6. Runde: Finale: 2 Teilnehmer

## Die Titelträger
5 Pokalsiege
SC/ESV Parndorf (2013, 2015, 2016, 2023, 2015)
3 Pokalsiege
ASV Siegendorf (2018, 2022, 2024)
SC Neusiedl/See (1977, 2014, 2017)
SV Markt St. Martin (2003, 2005, 2006)
2 Pokalsiege
| SC Pinkafeld (1999, 2019) SV Welgersdorf (2000, 2004) ASK Stoob (1996, 1997) ASV Zurndorf (1995, 2009) | Güssinger SV (1936, 1998) USV Rudersdorf (1975, 1976) ASV Neufeld (1947, 1948) |

1 Pokalsieg
| SV Heiligenkreuz (2012) SV St. Margarethen (2011) FC Illmitz (2010) SC Unterfrauenhaid (2008) | UFC Markt Allhau (2007) SV Rohrbrunn (2002) SV Antau (2001) SV Oberwart (1949) |